# لبنان (ایلینوی)
لبنان، ایلینوی (به انگلیسی: Lebanon, Illinois) یک شهر در ایالات متحده آمریکا با جمعیت ۳٬۵۲۳ نفر است که در ایلی‌نوی واقع شده‌است.